# IF: Imaginäre Freunde
IF: Imaginäre Freunde (Originaltitel IF) ist eine Fantasy-Komödie von John Krasinski. Der Familienfilm verbindet Live Action und Animation. In den Hauptrollen sind Ryan Reynolds und die Kinderdarstellerin Cailey Fleming zu sehen, deren Rollen die Fähigkeit besitzen, die titelgebenden imaginären Freunde zu sehen. Der Film kam am 16. Mai 2024 in die deutschen und am darauffolgenden Tag in die US-amerikanischen Kinos.

## Handlung
Ein Mädchen namens Bea taucht gemeinsam mit ihrem verrückten Nachbarn Cal in die unglaubliche Welt der imaginären Freunde, kurz IFs, ein. Nur sie beide scheinen die Fähigkeit zu besitzen, diese Wesen sehen zu können. Dabei lernen die beiden Abenteurer viele Gestalten kennen, die sie auf eine Reise voller Fantasie und Nostalgie mitnehmen. Unter den Wesen befinden sich der energiegeladene Gigant Blue, die immer alle umsorgende und aufmunternde Schmetterlingsdame Blossom, das tanzbegeisterte Einhorn Eini und der coole Hund Super Dog.

## Produktion

### Regie und Drehbuch
Regie führte John Krasinski, der auch das Drehbuch schrieb. Es handelt sich bei IF: Imaginäre Freunde nach Die Hollars – Eine Wahnsinnsfamilie von 2016, dem Horrorfilm A Quiet Place von 2018 und dessen erster Fortsetzung A Quiet Place 2 von 2020 um Krasinskis vierte Regiearbeit.
Die Inspiration für seinen Film hatte er nach eigenen Aussagen, als er seiner Tochter zugesehen hatte, wie sie oft stundenlang in eine magische Welt eintauchte, in die Eltern nicht eingeladen sind. Insbesondere war er von ihrem freudigen Gesichtsausdruck fasziniert und dem Elan, mit dem sie Teepartys veranstalte oder sich verkleidete. Mit Beginn der Coronavirus-Pandemie sei seine Tochter immer seltener in diese Phantasiewelten eingetaucht, was er als eine Stufe des Erwachsenwerdens beschreibt. Krasinski wollte einen Film machen, in dem man die Entscheidung erwachsen zu werden, nie treffen muss, da man in die Welt, die man sich als Kind erschaffen hat, jederzeit zurückkehren kann.

### Besetzung und Dreharbeiten
Die Kinderdarstellerin Cailey Fleming, bekannt aus der Fernsehserie The Walking Dead, spielt Bea, das Mädchen, das in die Welt der IFs eintaucht. Ryan Reynolds spielt ihren Nachbarn, den verrückten Mann von oben, der sie auf ihrer Reise begleitet. Er tritt neben Andrew Form, Allyson Seeger und dem Regisseur, der Beas Vater spielt, auch als einer der Produzenten des Films in Erscheinung. Catherine Daddario ist in der Rolle von Beas Mutter zu sehen und Fiona Shaw in der Rolle ihrer Großmutter. Zu den Sprechern der Wesen im Film gehören Steve Carell als Blue, Phoebe Waller-Bridge als Schmetterlingsdame Blossom, Emily Blunt als das Einhorn Eini, Louis Gossett Jr. als Lewis und Matt Damon als Blume.
Die Dreharbeiten fanden von Ende August 2022 bis Anfang Mai 2023 statt. Der polnische Kameramann Janusz Kamiński arbeitete zuletzt für die Filme Die Verlegerin, Ready Player One, West Side Story und Die Fabelmans von Steven Spielberg. Für seine Arbeit an Spielbergs Schindlers Liste erhielt Kamiński einen Oscar.

### Filmmusik, Marketing und Veröffentlichung
Die Filmmusik komponierte Michael Giacchino, der zuletzt für Filme wie den Survival-Thriller Die Schneegesellschaft von J. A. Bayona und die Sportkomödie Next Goal Wins von Taika Waititi tätig war und der für seine Arbeit am Animationsfilm Oben im Jahr 2010 mit einem Oscar und zwei Grammys ausgezeichnet wurde. Ursprünglich war Randy Newman mit dieser Aufgabe betraut. Das Soundtrack-Album mit insgesamt 24 Musikstücken wurde am 17. Mai 2024 von Milan Records / Sony Classical als Download veröffentlicht.
Der erste Trailer wurde Mitte Dezember 2023 vorgestellt. Ein zweiter Trailer wurde im April 2024 veröffentlicht. Die Premiere des Films erfolgte am 7. Mai 2024 im Cineworld Leicester Square in London. Am 16. Mai 2024 kam IF in die deutschen und am darauffolgenden Tag in die US-amerikanischen Kinos.

## Rezeption

### Kritiken und Einspielergebnis
Die Kritiken fielen gemischt aus.
Die Bewertungen des Films bei Rotten Tomatoes fielen zu 50 % positiv aus. Das Fazit lautet: „IF ist eine süße Ode an die Wiederentdeckung des inneren Kindes und funktioniert trotz einer gelegentlich unfokussierten und unnötig komplizierten Handlung weitgehend als altmodische Familienunterhaltung.“
Bei Metacritic wurde der Film auf Basis von 38 Bewertungen mit 46 von 100 Punkten bewertet.

„Ebenso fantasievolle wie nostalgisch-sentimentale Mischung aus Real- und Animationsfilm, die sich von einem Familiendrama zum Fantasy-Spektakel wandelt, ohne dabei der Vielfalt der Geschichten gerecht zu werden. Junge Zuschauer bleiben dabei auf der Strecke; ein älteres Publikum könnte mit ungeahnten Verweisen auf die eigene Kindheit überrascht werden.“

Nach Angaben des Branchendienstes Variety wären zum Erreichen der Gewinnschwelle Einnahmen von 275 Millionen US-Dollar erforderlich gewesen. Die weltweiten Einnahmen des Films aus Kinovorführungen belaufen sich aber lediglich auf 190,3 Millionen US-Dollar. In Deutschland verzeichnet der Film 558.084 Kinobesucher.

### Auszeichnungen
Hollywood Music in Media Awards 2024
- Nominierung für die Beste Filmmusik in einem Science-Fiction- oder Fantasyfilm (Michael Giacchino)[19]

Nickelodeon Kids’ Choice Awards 2024
- Nominierung als Bester Schauspieler (Ryan Reynolds)

### Einsatz im Unterricht
Das Onlineportal kinofenster.de empfiehlt IF: Imaginäre Freunde ab der 4. Klasse für die Unterrichtsfächer Deutsch, Englisch, Ethik/Religion, Philosophie und Kunst und bietet Materialien zum Film für den Unterricht. Dort schreibt Verena Schmöller, im Unterricht biete es sich als Einstieg an, über mögliche eigene „imaginäre Freunde“ und Beispiele aus anderen Filmen zu sprechen, um im Anschluss das Konstrukt eines IFs theoretisch zu beschreiben und mit möglichen oder wünschenswerten Eigenschaften zu versehen. Auch die Themen Freundschaft, Erinnerungen, Kindheit und Erwachsenwerden eigneten sich als Inhalte der Nachbesprechung. Die Krankheit und der Tod der Eltern seien jedoch ein sehr präsentes und berührend inszeniertes Thema im Film, worauf sensible Kinder im Vorfeld vorbereitet werden sollten.

## Synchronisation
Die deutsche Synchronisation entstand nach einem Dialogbuch und der Dialogregie von Manuel Straube im Auftrag der Iyuno Germany in Berlin.

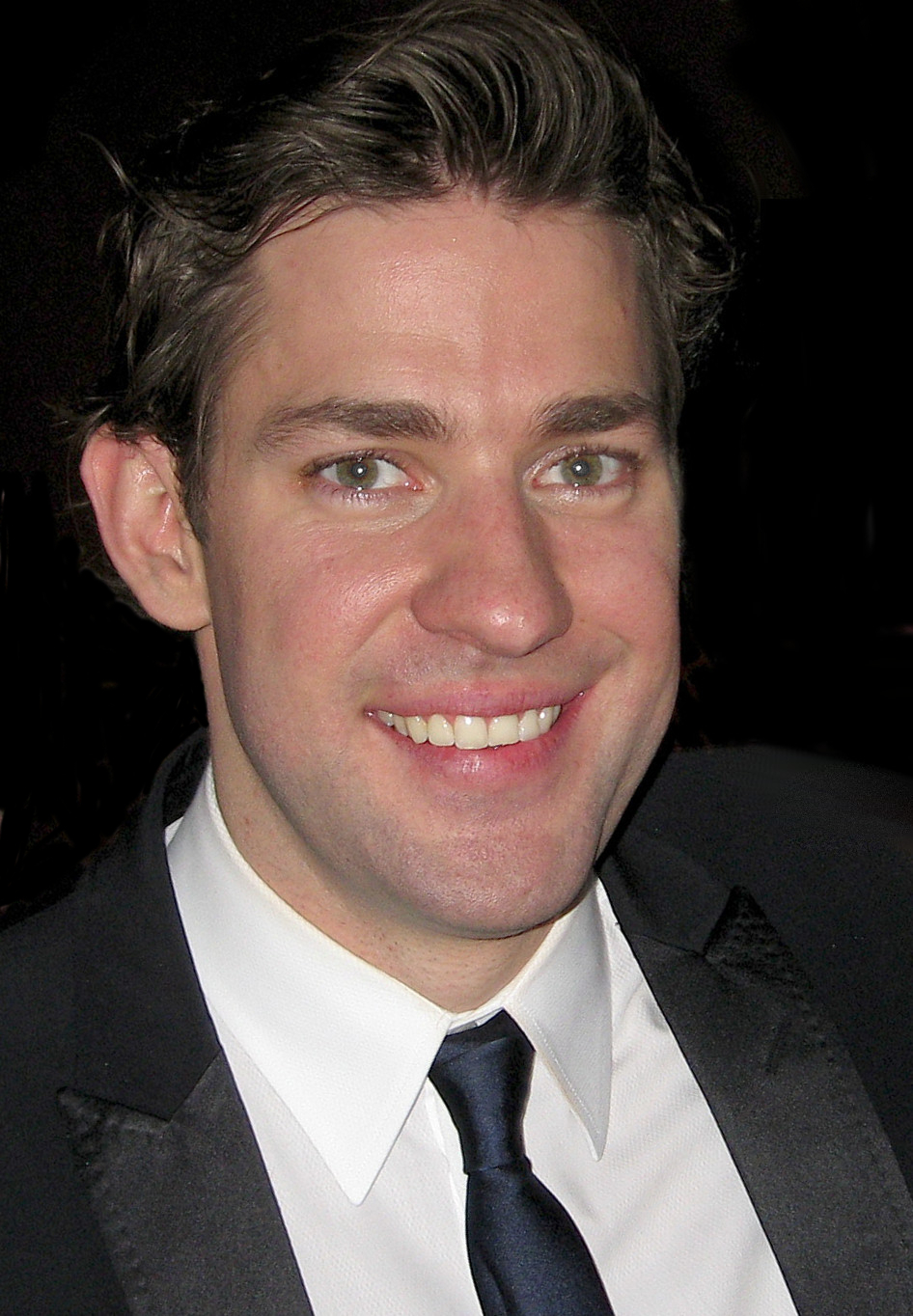
Regisseur John Krasinski spielt Beas Vater

| Rolle                      | Darsteller                     | Deutsche Stimme                      |
| -------------------------- | ------------------------------ | ------------------------------------ |
| Bea (jung)                 | Cailey Fleming, Audrey Hoffman | Alma van Cauwelaert, Catalina Sablik |
| Calvin / der Mann von oben | Ryan Reynolds                  | Dennis Schmidt-Foß                   |
| Beas Vater                 | John Krasinski                 | Till Endemann                        |
| Beas Mutter                | Catherine Daddario             | –                                    |
| Großmutter                 | Fiona Shaw                     | Katharina Lopinski                   |
| Benjamin                   | Alan Kim                       | Paul Patrick Kirchner                |
| Janet                      | Liza Colón-Zayas               | Elisa Bannat                         |

| Rolle             | Originalstimme       | Deutsche Stimme     |
| ----------------- | -------------------- | ------------------- |
| Blue              | Steve Carell         | Rick Kavanian       |
| Blossom           | Phoebe Waller-Bridge | Christiane Paul     |
| Lewis             | Louis Gossett Jr.    | Uli Krohm           |
| Eini, das Einhorn | Emily Blunt          | Lina Larissa Strahl |
| Blume             | Matt Damon           | Simon Jäger         |
| Ally              | Maya Rudolph         | Diana Borgwardt     |
| Roboter           | Jon Stewart          | Jaron Löwenberg     |
| Super Dog         | Sam Rockwell         | herrH               |
| Zaubermaus        | Sebastian Maniscalco | Torben Liebrecht    |
| Marshmallow       | John Krasinski       | Pascal Platter      |
| Cosmo             | Christopher Meloni   | Dietmar Wunder      |
| Kunstlehrer       | Richard Jenkins      | Bernd Vollbrecht    |
| Seifenblase       | Awkwafina            | Maria Hönig         |
| Astronaut         | George Clooney       | Asad Schwarz        |
| Schleim           | Keegan-Michael Key   | Manuel Straube      |
| Andromedus III.   | Matthew Rhys         | Kaspar Eichel       |
| Eis               | Bradley Cooper       | Stefan Fredrich     |
| Oktokatze         | Blake Lively         | Kaya Marie Möller   |
| Gummibär          | Amy Schumer          | Tessa Langthaler    |